# 10543 Klee
10543 Klee este un asteroid din centura principală, descoperit pe 27 februarie 1992, de Freimut Börngen.